# Tanytarsus indicus
Tanytarsus indicus är en tvåvingeart som först beskrevs av Jean-Jacques Kieffer 1910.  Tanytarsus indicus ingår i släktet Tanytarsus och familjen fjädermyggor. Inga underarter finns listade i Catalogue of Life.